# Jüdischer Friedhof (Beroun)

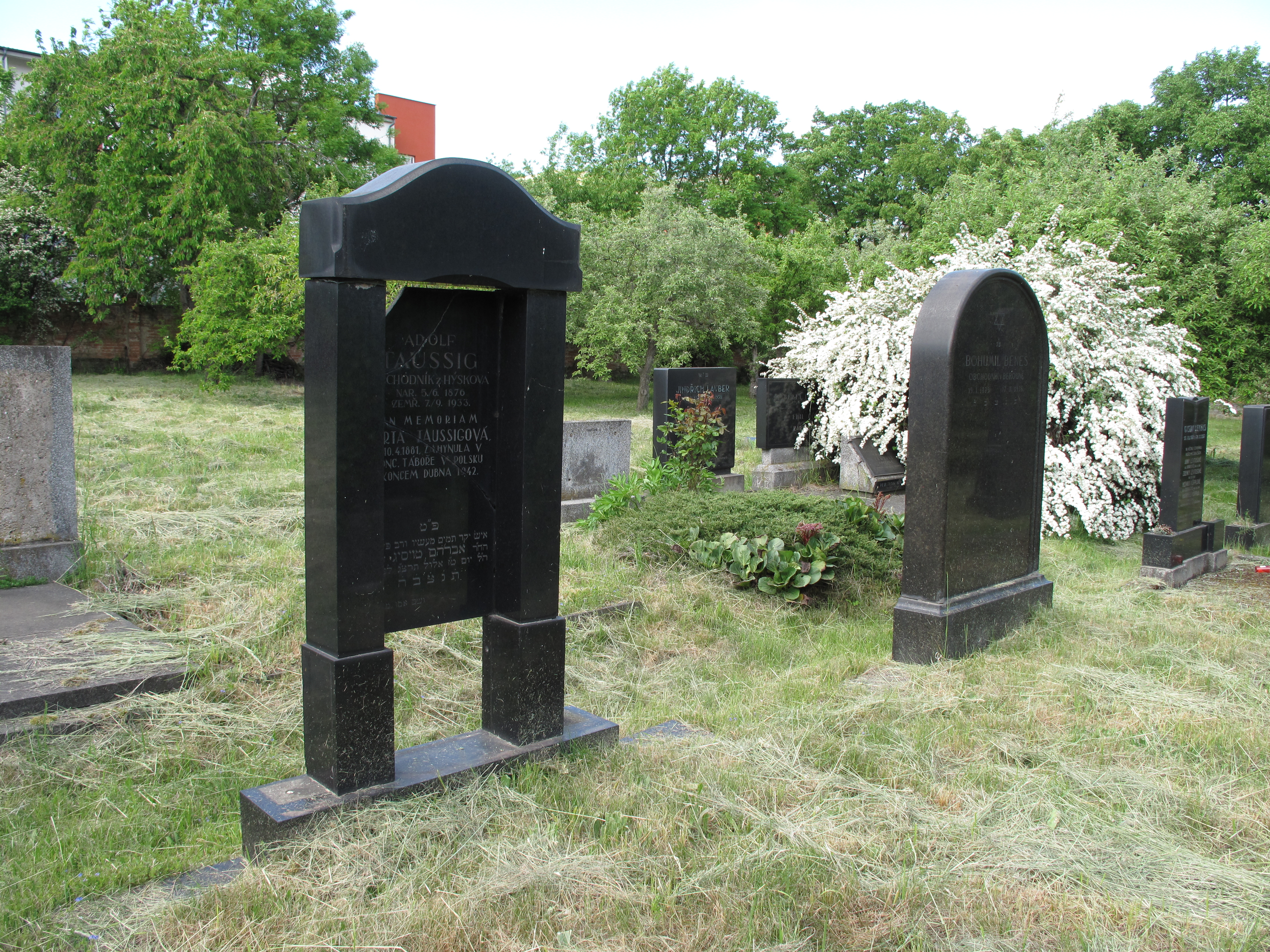
Jüdischer Friedhof in Beroun

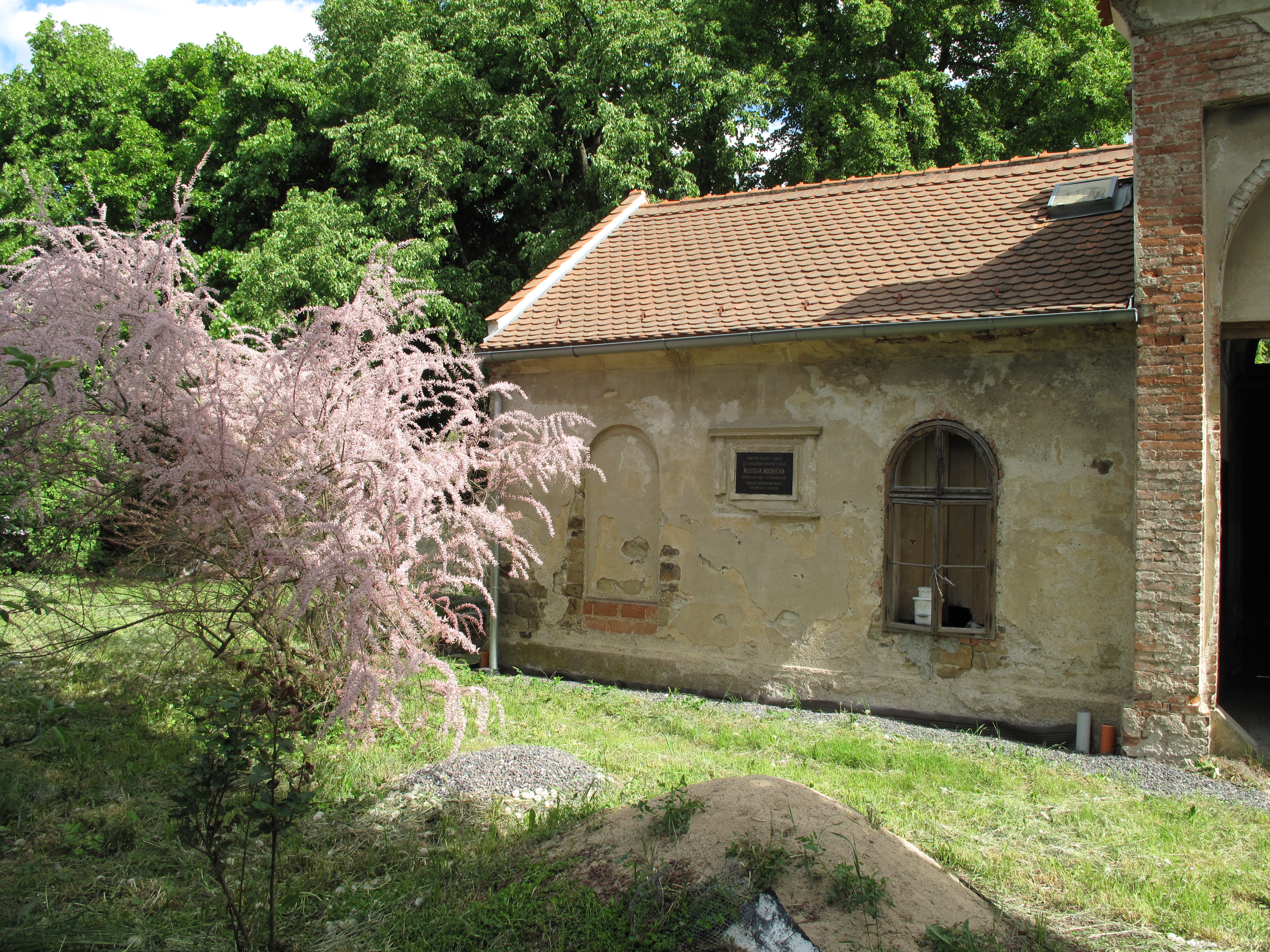
Taharahaus

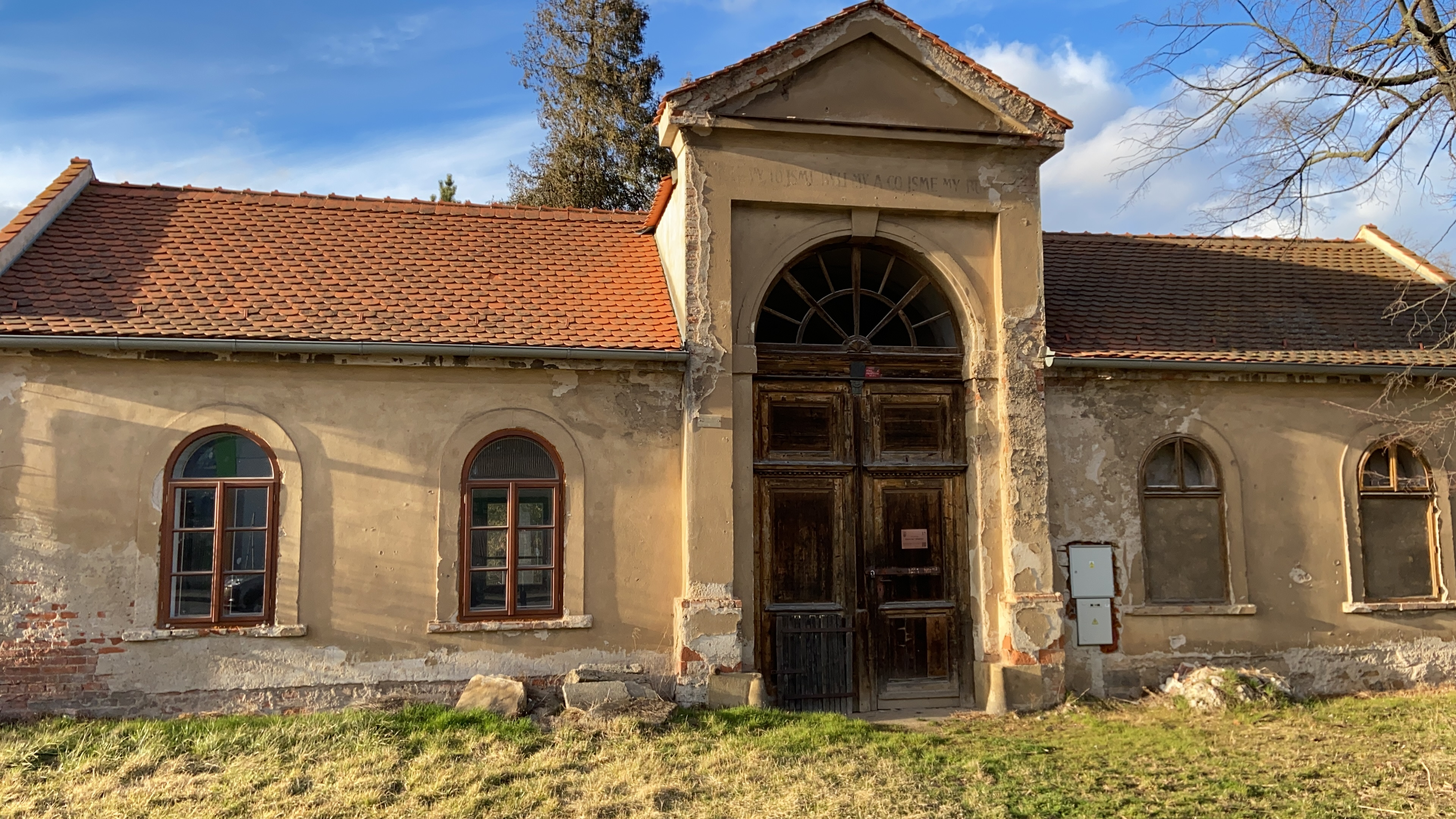
Eingang zum Friedhof (Februar 2020)

Der Jüdische Friedhof in Beroun (deutsch Beraun), einer tschechischen Stadt im Okres Beroun in der Mittelböhmischen Region, wurde 1886 errichtet. Auf dem jüdischen Friedhof befinden sich heute noch circa 120 Grabsteine.
Das Dach des Taharahauses wurde in den letzten Jahren erneuert. Eine umfassende Renovierung des Gebäudes steht noch aus. Momentan (Februar 2020) ist der Friedhof nicht zu besichtigen.